# عصب میان‌استخوانی پیشین
عصب میان‌استخوانی پیشین یا عصب بین استخوانی قدامی ((نام علمی: Anterior interosseous nerve)) یک شاخه از عصب میانی است که عضلات عمقی در ساعد به جز نیمه اولنار (میانی) عضلهٔ عمقی کشندهٔ انگشت کوچک را عصب می‌دهد. همراه با سرخرگ بین استخوانی قدامی در قدام غشاء بین استخوانی ساعد، در فاصله بین ماهیچه دراز خم‌کننده شست دست و
ماهیچه عمقی خم‌کننده انگشتان دست دیده می‌شود.
عصب میان‌استخوانی پیشین بزرگ‌ترین شاخهٔ عصب میانی در ساعد است.
عصب میان‌استخوانی پیشین از سطح خلفی عصب میانی بین دو سر پروناتور ترس و پایین‌تر از شاخه‌های عضلانی منشأ می‌گیرد. سپس در طول ساعد همراه با شریان بین استخوانی قدامی در جلوی غشای بین استخوانی، از بین دو عضله ماهیچه عمقی خم‌کننده انگشتان دست و ماهیچه دراز خم‌کننده شست دست فرود آمده و به عضلات لایه عمقی (ماهیچه دراز خم‌کننده شست دست و نیمه خارجی ماهیچه عمقی خم‌کننده انگشتان دست که مربوط به سبابه و انگشت میانی می‌شود) عصب‌دهی می‌کند؛ سپس از خلف عضله ماهیچه درون‌گردان چهارگوش گذشته و یک شاخه هم به این عضله داده و به صورت شاخه‌های مفصلی برای مفاصل رادیواولنار تحتانی، رادیو کارپال و کارپال به پایان می‌رسد.
بسیاری از متون، به خاطر سادگی، این بخش عصبی عصب میانه را در نظر می‌گیرند.
عصب میانه تمام عضلات فلکسور ساعد را به جز نیمه اولنار از عضلهٔ ماهیچه خم‌کننده مچ به زند پایینی، که یک عضله سطحی ساعد است، فراهم می‌کند. عصب بین استخوانی قدامی به سه عضله عصب می‌دهد که ماهیچه‌های عمقی ساعد هستند:
ماهیچه دراز خم‌کننده شست دست
ماهیچه درون‌گردان چهارگوش
نیمهٔ رادیال ماهیچه عمقی خم‌کننده انگشتان دست (دو تاندون خارجی) و رادیو اولنار تحتانی و مفصل مچ دست